# 盧森堡的希爾達
盧森堡的希爾達（法語：Hilda de Luxembourg，1897年2月15日—1979年9月8日），盧森堡大公威廉四世的第三女。

## 婚姻
1930年，希爾達與阿道夫·施瓦岑貝格結婚，兩人沒有子女。